# Stephen Schneider
Pour les articles homonymes, voir Schneider.
Stephen Henry Schneider, né le 11 février 1945 et mort le 19 juillet 2010, est un climatologue et spécialiste de biologie environnementale, professeur à l'université Stanford, co-directeur du Centre pour l'environnement et la politique de la science de l'Institut Freeman Spogli pour les études internationales.

## Biographie
Sa recherche a inclus la modélisation de l'atmosphère, du changement climatique et des effets du changement climatique sur les systèmes biologiques. Schneider a été le fondateur et éditeur de la revue Climatic Change et auteur ou co-auteur de plus de 450 articles scientifiques et d'autres publications. Il était l'un des principaux auteurs de coordination du groupe de travail II du GIEC TAR.
Dans les années 1980, Schneider émerge comme l'une des principales voix demandant des réductions nettes d'émissions de gaz à effet de serre pour lutter contre le réchauffement de la planète.
Il a rédigé un ouvrage, Scientists debate Gaia (2004), qui réunit les interventions lors des conférences Chapman, autour de l'hypothèse Gaïa.

## Récompenses
Il a reçu en 1992 le prix MacArthur pour l'ensemble de ses travaux, et a été élu en 2002 à l'Académie nationale des sciences.
En février 2007, l'université catholique de Louvain lui décernait le titre de docteur honoris causa pour son implication dans la lutte contre le réchauffement climatique et ses nombreuses études sur l'évolution du climat.

## Publications
- (en) Encyclopedia of Climate and Weather, Oxford University Press, mai 1996
- La terre menacée, un laboratoire à risques, (titre original Laboratory Earth: the Planetary Gamble We Can't Afford to Lose 1997), Ed Hachette 1999  (ISBN 978-2-01-235354-1)
- (en) Climate Change Policy: A Survey, 2002
- (en) Stephen Henry Schneider, Scientists debate Gaia: the next century, MIT Press, 2004 (ISBN 978-0-262-19498-3)
- (en) Michael D. Mastrandrea, Stephen H. Schneider (2010), Preparing for Climate Change. MIT Press.  (ISBN 0-262-01488-2).
- Défendre le climat, un sport de combat, National Geographic, avril 2011 (traduit de l'anglais par Liliane Charrier, préface anglaise de Tim Flannery, préface française de Yann Arthus-Bertrand)  (ISBN 284582341X).